# Karteljevo

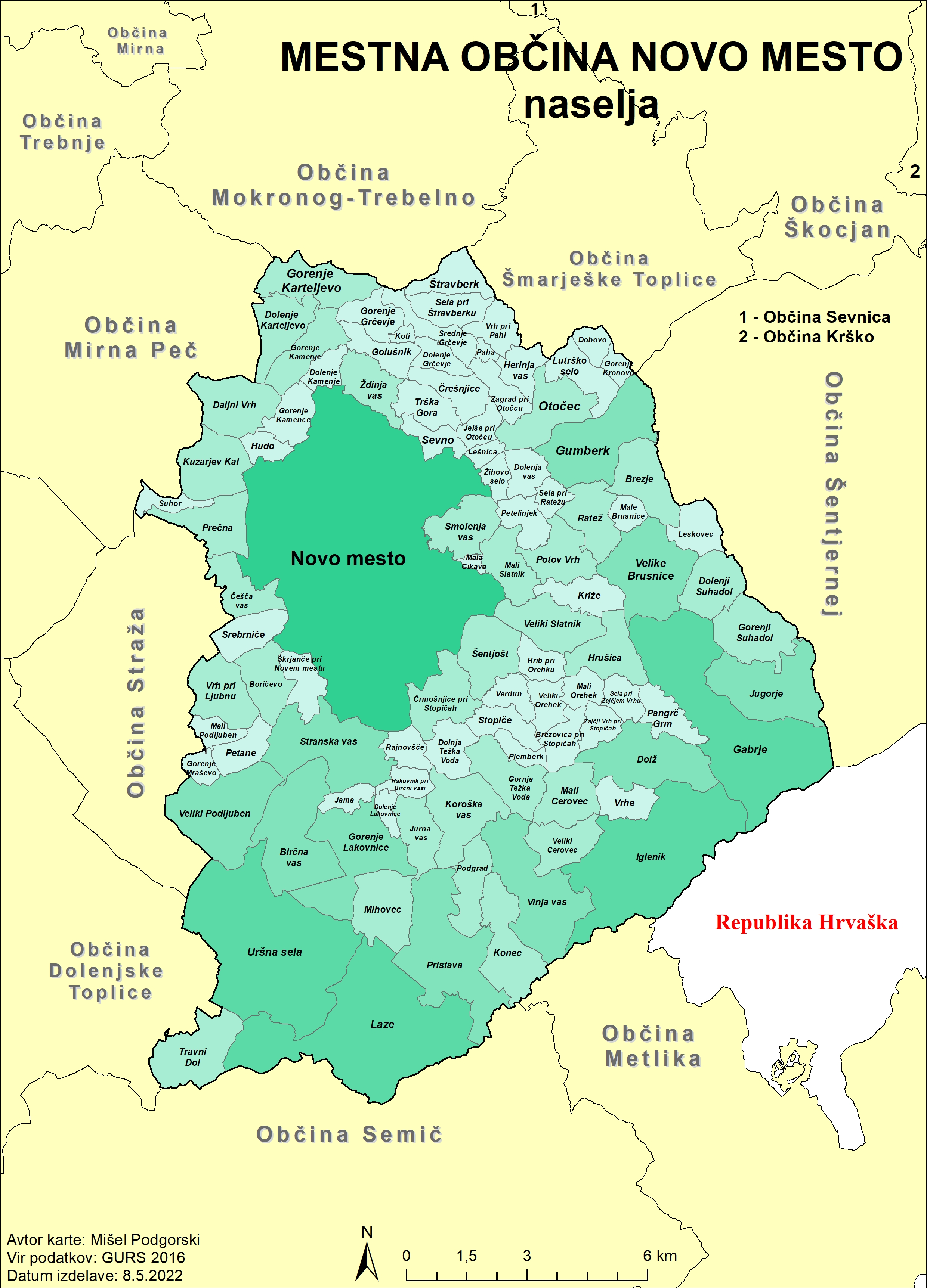
Ortschaften der Stadtgemeinde Novo mesto

Karteljevo ist der Name einer der 23 Ortsgemeinschaften (Krajevna skupnost) in der slowenischen Stadtgemeinde Novo mesto im Südosten des Landes.
Zur Ortsgemeinschaft gehören die Siedlungen Dolenje Karteljevo und Gorenje Karteljevo.

## Lage
Die Siedlungen der Ortsgemeinschaft liegen nordwestlich der Stadt Novo mesto und grenzen an die Gemeinden Mirna Peč und Mokronog-Trebelno.
Die Verwaltung der Ortsgemeinschaft befindet sich in Dolenje Karteljevo.